# 里仲ゆい
里仲 ゆい（さとなか ゆい、1999年9月15日-)は、日本の元AV女優。

## 略歴・人物
2020年にAVデビュー。バンビプロモーション所属。
2021年1月7日、今月いっぱいでのAV女優引退を発表。

## 出演作品

### アダルトビデオ
2020年
- 新人デビュードキュメント 顔からエロい天然ビッチガール初撮 里仲ゆい20歳8月7日、パコパコ団とゆかいな仲間たち/妄想族
- マン土手を高く突き上げおま○こ挑発！お尻をエロく突き出しアナル挑発！！（9月25日、アロマ企画）※オムニバス
- 採用基準は《尻の丸み》 就業規則は《黒ストッキング着用》のフェラチオ商事株式会社（9月25日、アロマ企画）※オムニバス
- 黒パンストの下半身が卑猥にクネるオナニー快楽3（9月25日、セレブの友）※オムニバス
- ミニスカM字開脚でマウントとられながら雑巾絞りオイル手こきでヌルヌルち○ぽ弄ばれ続け（10月7日、アロマ企画）※オムニバス
- 姑息！ゴム取りおじさん VS 生中NG新人女優 乙花イブ＆里仲ゆい（10月7日、パコパコ団とゆかいな仲間たち/妄想族）
- 耳の中にねっとり舌を這わせられながら亀頭の割れ目をまったりしゃぶられ続ける究極の3P焦らされ性感（11月2日、アロマ企画）※オムニバス
- ミニスカTバック女子校生 2（11月2日、アロマ企画）※オムニバス
- 射精したからって止めないで 里仲ゆい（11月13日、S-Cute）
- 女子○生の義妹は僕を男とみてないのか無防備なので我慢できずにハメてしまった…（12月11日、Z-MEN）
- お金さえ払えば何でもシテくれるセックス大好き！現役J○とホテルで生姦（12月18日、クリスタル映像）

2021年
- 好きだった幼馴染が超強い転校生に寝取られる話 里仲ゆい（1月7日、かぐや姫Pt/妄想族）

### イメージビデオ
- 里仲ゆい / Fetish Time（2020年8月26日、スパークビジョン）
- Cos Nude/里仲ゆい（2020年9月30日、スパークビジョン）

## 出演

### テレビ
- あべみかこのAAですけど何か？（2021年1月2日[2]、エンタ!959）